# Listă de filme braziliene din 2012
Aceasta este o listă de filme braziliene din 2012:

## Lista
| 2012                                                |                                          | |                  | |
| 2 Coelhos                                           | Afonso Poyart                            | Fernando Alves Pinto, Alessandra Negrini, Caco Ciocler, Marat Descartes, Djair Guilherme, Roberto Marchese | Action           | |
| As Aventuras de Agamenon, o Repórter                | Victor Lopes                             | Marcelo Adnet, Luana Piovani, Fernanda Montenegro, Hubert, Cláudio Tovar                                   | Comedy           | |
| À Beira do Caminho                                  | Breno Silveira                           | João Miguel, Dira Paes, Vinícius Nascimento, Ludmila Rosa, Denise Weinberg                                 | Drama            | |
| A cadeira do pai                                    | Luciano Moura                            | Wagner Moura, Mariana Lima, Lima Duarte                                                                    | Drama            | The film was selected for the 2012 Sundance Film Festival.                                                          |
| A Música Segundo Tom Jobim                          | Dora Jobim, Nelson Pereira dos Santos    | | Bio-pic          | |
| Billi Pig                                           | José Eduardo Belmonte                    | Selton Mello, Grazi Massafera, Cássia Kis Magro, Preta Gil, Aimée Espinosa                                 | Comedy           | |
| Corações Sujos                                      | Vicente Amorim                           | Tsuyoshi Ihara, Takako Tokiwa, Eiji Okuda, Shun Sugata, Kimiko Yo, Eduardo Moscovis, Celine Miyuki         | Thriller         | Based on the Brazilian best-seller book with the same name written by Fernando Morais.                              |
| E aí, comeu?                                        | Felipe Joffily                           | Bruno Mazzeo, Tainá Müller, Marcos Palmeira, Dira Paes                                                     | Comedy           | |
| Faroeste Caboclo                                    | René Sampaio                             | Fabrício Boliveira, Ísis Valverde, Felipe Abib, Rodrigo Pandolfo                                           | Adventure, Drama | Inspired by the song with the same name composed by Renato Russo and recorded by Brazilian rock band Legião Urbana. |
| Febre do rato                                       | Cláudio Assis                            | Nanda Costa, Matheus Nachtergaele, Juliano Caszarré                                                        | Drama            | |
| Giovanni Improtta                                   | José Wilker                              | José Wilker, Andréa Beltrão, Marcelo Adnet, Jô Soares, Milton Gonçalves, André Mattos                      | Comedy           | |
| Girimunho                                           | Helvécio Marins Jr. , Clarissa Campolina | Maria da Conceição, Luciene Soares da Silva, Wanderson Soares da Silva                                     | Drama            | |
| Heleno                                              | José Henrique Fonseca                    | Rodrigo Santoro, Alinne Moraes, Othon Bastos, Herson Capri                                                 | Bio-pic          | Official Selection Toronto Film Festival.                                                                           |
| Luz nas trevas – A volta do bandido da luz vermelha | Helena Ignez ,Ícaro Martins              | Ney Matogrosso, Maria Luisa Mendonça, Simone Spoladore, André Guerreiro Lopes, Djin Sganzerla              | Adventure        | |
| Marighella                                          | Inês Grinspum Ferraz                     | | Documentary      | |
| On the Road                                         | Walter Salles                            | Kristen Stewart, Sam Riley, Garrett Hedlund, Kirsten Dunst, Alice Braga                                    | Drama            | Co-production with France, United Kingdom and United States.                                                        |
| O homem que não dormia                              | Edgard Navarro                           | Bertrand Duarte, Evelin Buchegger, Fabio Vidal, Mariana Freire                                             | Horror           | |
| Paraísos artificiais                                | Marcos Prado                             | Nathalia Dill, Luca Bianchi, Lívia de Bueno                                                                | Drama            | |
| Paralelo 10                                         | Silvio Da-Rin                            | | Documentary      | |
| Reis e Ratos                                        | Mauro Lima                               | Selton Mello, Rodrigo Santoro, Seu Jorge, Daniel Alvim, Cauã Reymond, Rafaela Mandelli, Otávio Muller      | Comedy           | |
| Somos tão Jovens                                    | Antônio Carlos da Fontoura               | Thiago Mendonça, Bruno Torres, Júlia Lemmertz, Sandra Corveloni                                            | Drama            | |
| Sudoeste                                            | José Eduardo Belmonte                    | Simone Spoladore, Julio Adrião, Victor Navega Motta                                                        | Drama            | |
| Tabu                                                | Miguel Gomes                             | Carloto Cotta, Teresa Madruga, Ana Moreira                                                                 | Drama            | Co-production with Portugal, Germany and France.                                                                    |
| Totalmente Inocentes                                | Rodrigo Bittencourt                      | Mariana Rios, Fábio Assunção, Fábio Porchat                                                                | Comedy           | |
| Traço concreto                                      | Danilo Pschera, Eduardo Baggio           | | Documentary      | |
| Uma longa viagem                                    | Lúcia Murat                              | Caio Blat                                                                                                  | Documentary      | |
| Violeta                                             | Andrés Wood                              | Francisca Gavilán, Gabriela Aguilera , Vanesa González, Luis Machín                                        | Drama            | Co-production with Chile and Argentina.                                                                             |
| Xingu                                               | Cao Hamburger                            | Caio Blat, João Miguel, Felipe Camargo                                                                     | Adventure        | The film was selected for the 62nd Berlin International Film Festival.                                              |